# Distemper (banda)
Distemper es una banda de ska-punk de origen ruso, fundada en Moscú en 1989. Es el grupo de ska ruso de más renombre internacional.

## Historia
En sus inicios, Distemper era una banda de hardcore-punk y a los dos años de empezar, sacan su primer álbum, Мы сегодня с Баем, que no cosechó mucho éxito.
A partir del tercer disco, la banda integra una sección de vientos, que significa su evolución del hardcore-punk al ska-punk. Con esta formación graban dos discos más y en 1998 la banda empieza a hacerse un nombre dentro del panorama ruso. Pasan los años y en 2002 el grupo realiza su primera gira por Europa, consiguiendo muchos elogios, sobre todo en Alemania, donde tienen un buen número de seguidores. Hacen más de 100 conciertos en 3 años y el colofón llega en 2006, donde reciben el premio a la Mejor Banda de Ska en Rusia. En 2007 también sería nominado su disco Мир создан для тебя a mejor disco del año por la revista Rock Alternative Music Prize.

## Música
La música de Distemper se puede caracterizar por un ska-punk optimista. Mezclan ritmos punk rápidos y potentes con las melodías de ska bailables. La voz ronca del cantante ruso les da un sonido distinto. Hoy en día, la alineación de la banda está formada por la batería, el bajo y la guitarra habituales, además de una sección de metales compuesta por una trompeta y un trombón.

## Discografía

### Álbumes
- 1991: Мы сегодня с Баем
- 1993: Ой ду-ду
- 1995: Город
- 1997: Face Control
- 1999: Ну всё!...
- 2001: Доброе утро
- 2001: Hi! Good morning!
- 2003: Нам по… !
- 2004: Ska Punk Moscow
- 2005: Подумай, кто твои друзья
- 2007: Мир создан для тебя
- 2008: My Underground
- 2009: Всё или ничего
- 2010: Получит Отвeть
- 2011: Я умираю для тебя
- 2013: Гордость, вера, любовь (Pride, Faith, Love)
- 2015: 25
- 2017: Мир, разделённый пополам

### Otros
- 1997: Внатуре! Алё!! Хорош!!! (Live)
- 2000: Ска-панк шпионы (Recopilatorio)
- 2003: Distemper + The Know How (Split)
- 2006: Distemper & Tarakany — Если парни объединятся (Split)
- 2006: Ну Всё! (Переиздание 1999) (Reedición)
- 2011: Club Orlandina (LIVE)